# Simone dei Crocifissi

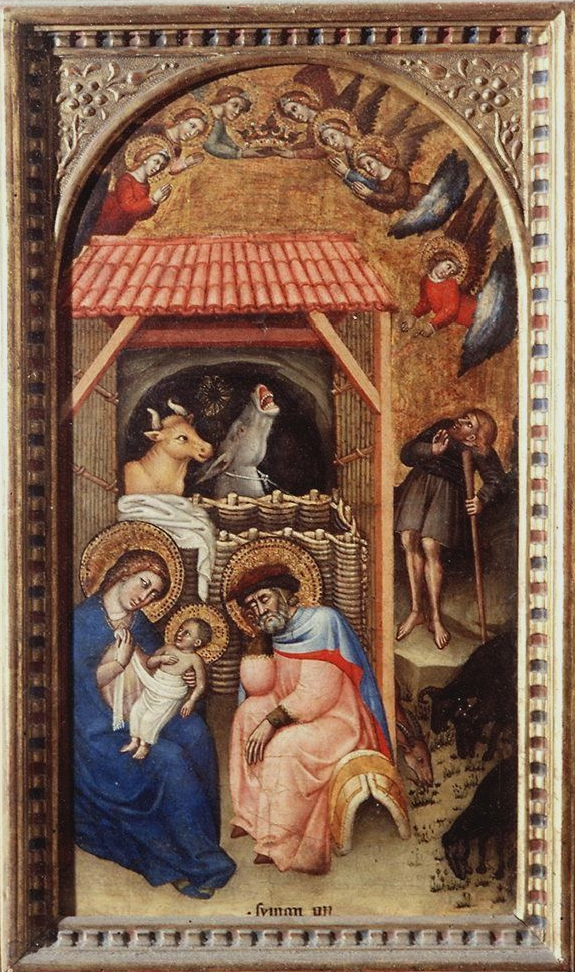
Natività
Firenze, Galleria degli Uffizi

Simone di Filippo Benvenuti, detto Simone dei Crocifissi (Bologna, 1330 circa – Bologna, 1399), è stato un pittore italiano.

## Biografia

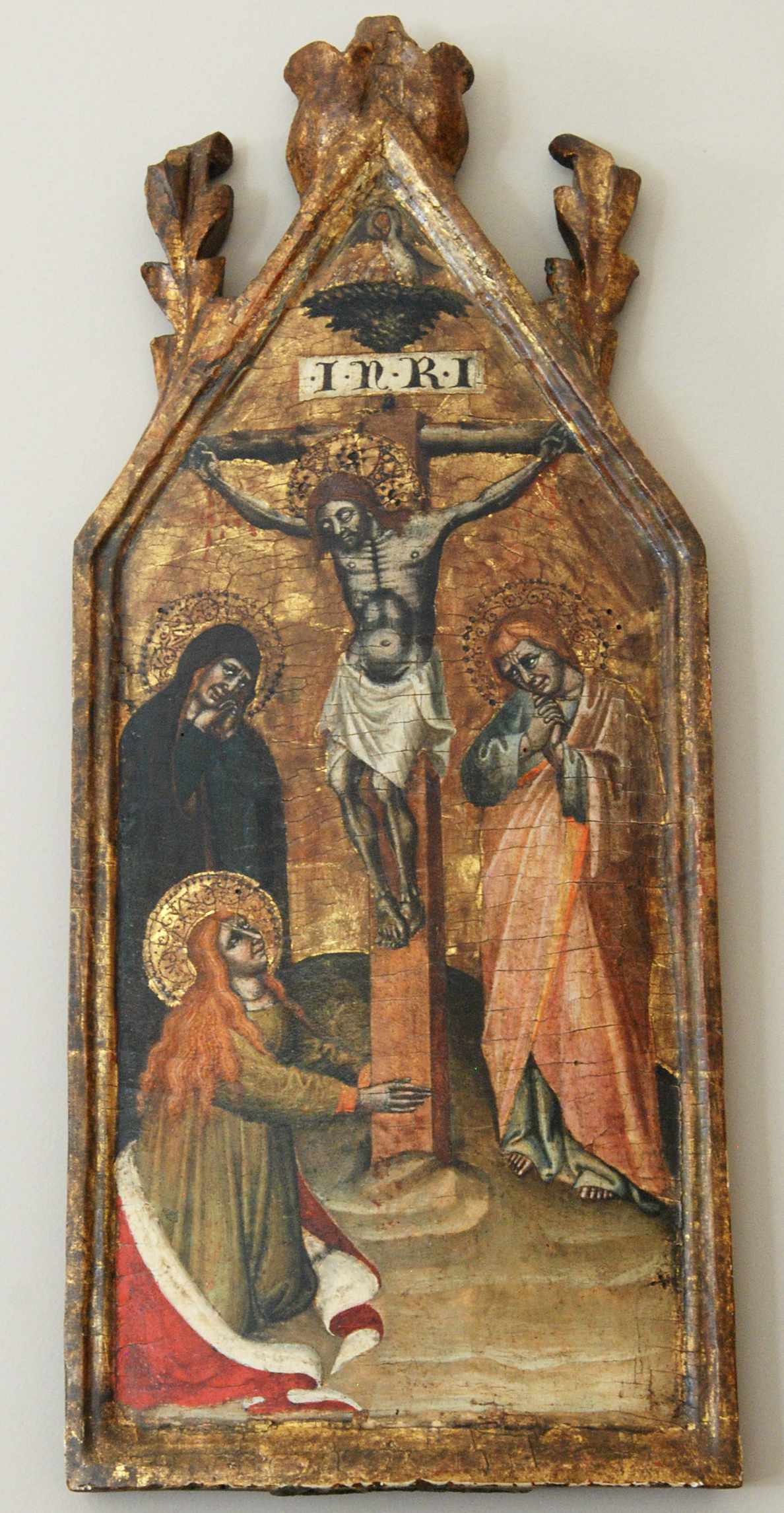
Simone di Filippo, Crocifissione, 1395-1399, tempera su tavola – Collezione privata, deposito presso i Musei civici d'arte antica di Bologna

Figlio del calzolaio Filippo di Benvenuto, sarà ribattezzato Simone “dei Crocifissi” in epoca seicentesca per l'abilità nel dipingere “immagini grandi del Redentore per amor nostro confitto in croce” (Malvasia). È documentato come pittore a Bologna dal 1354 al 1399.
Iniziò la sua attività nel 1355, probabilmente dopo essersi formato nella bottega di Vitale da Bologna. 
I suoi esordi sono rintracciabili alla metà degli anni cinquanta negli affreschi in parte firmati con le Storie di Cristo provenienti dalla chiesa di Santa Maria di Mezzaratta, oggi nella Pinacoteca nazionale, dove l'interesse per le soluzioni spaziali e plastiche di origine giottesca fiorentina è riletto con una pungente espressività tipica del gotico bolognese. Il modello della pittura di Vitale diventa più incisivo in opere come il polittico n. 474 della Pinacoteca di Bologna.
La Pietà di Giovanni Elthinl (1368), qui esposta, e il Crocifisso di San Giacomo (1370) testimoniano un certo aggiornamento sui modi solenni di Jacopo Avanzi, anche se alla ripresa letterale di Giotto condotta da quest'ultimo preferisce immagini efficaci dal punto di vista devozionale grazie all'essenzialità della composizione e all'espressività semplice e immediata, come nella Madonna di Giovanni da Piacenza (1382).

### L'ambito bolognese
Grazie a tali prerogative raggiunge ben presto una posizione di primo piano in ambito bolognese, come autore di tavole dipinte sia per le chiese cittadine sia per l'uso devoto di singoli committenti. Le tavole da altare pervenute fino a noi si concentrano nel corso dell'ultimo trentennio del secolo, a cui risalgono anche le sue poche opere datate.

### Gli ultimi anni di vita
La sua attività prosegue quasi senza una vera e propria evoluzione fino alla morte avvenuta nel 1399, poco prima della quale riceve ancora una commissione di particolare prestigio quale il polittico purtroppo disperso voluto dalla famiglia Cospi per la chiesa di San Petronio, allora in costruzione.

## Opere
(Eugenio Riccomini)

### Pitture ad affresco
In un documento del 1366 si impegnava a dipingere cinque episodi dell'Antico Testamento nella chiesa di Sant'Apollonia di Mezzaratta (nella periferia di Bologna); ma le scene a lui attribuibili stilisticamente appartengono al ciclo neotestamentario: 
- Circoncisione, firmata JACOBUS ET SYMON
- Fuga in Egitto
- Guarigione del paralitico firmata SYMON
- Resurrezione di Lazzaro

Gli affreschi e le relative sinopie sono oggi custoditi nella Pinacoteca Nazionale di Bologna.
Esiste anche una Madonna in trono col Bambino (parte rimasta di una composizione più ampia e variegata ormai irrimediabilmente perduta) nel santuario di Santa Maria della Vita.
Ci è inoltre pervenuto un frammento della Incoronazione della Vergine, affresco riportato su tela, oggi nella chiesa di San Silvestro a Crevalcore.

### Pitture su tavola

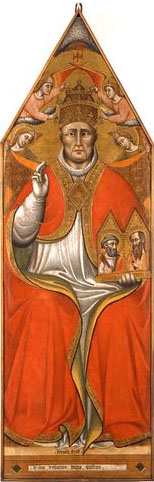
Urbano V

Le sue opere più significative sono senz'altro quelle su tavola e in particolare una serie di Crocefissi che gli hanno valso l'epiteto col quale è universalmente conosciuto. Sono pertanto attribuite a lui queste opere:
- Bologna, Pinacoteca: 
  - Incoronazione della Vergine (firmata SYMON FECIT), dalla Basilica di San Domenico;
  - L'incoronazione della Vergine e santi, inv. 254, polittico firmato SYMON DE BONONIA FECIT HOC OPUS;
  - Incoronazione della Vergine e santi, inv. 298, polittico dalla chiesa di San Leonardo, firmato SYMON FECIT HOC OPUS;
  - Crocefissione, inv. 286, cuspide di polittico;
  - San Bernardo Tolomei consegna la regola, inv. 1078;
  - Sant'Elena in adorazione della croce e una monaca domenicana, inv. 220, tempera su tela;
  - Madonna col Bambino, angeli e il donatore Giovanni da Piacenza, inv. 225, dalla chiesa della Madonna del Monte (1378);
  - Papa Urbano V, inv. 303, firmato SYMON FECIT;
  - Sette episodi della Vita della Madonna, predella del polittico Cospi dalla Basilica di San Petronio;
- Bologna, Museo Davia Bargellini, Pietà e il donatore Giovanni Elthinl (1368);
- Bologna, Museo di San Giuseppe, Crocefisso;
- Bologna, chiesa di San Giacomo Maggiore, Crocefisso (1370);
- Bologna, chiesa di Santo Stefano, Crocefisso;
- Bologna, Museo di Santo Stefano, Madonna col Bambino e i Santi Paolo, Giovanni Battista, Pietro, Giacomo Maggiore, Andrea, Bartolomeo, Benedetto, Sisto papa, Procolo, tavole di un polittico smembrato dalla chiesa di San Procolo;
- Bologna, Museo di Santo Stefano, Santo vescovo, tavola di un polittico smembrato;
- Bologna, Museo di San Petronio, San Pietro e devoti e San Petronio, due tavole di polittico smembrato;
- Bologna, Chiesa di S. Salvatore, Madonna con Bambino in trono, detta Madonna della Vittoria, dalla chiesa della Madonna del Monte;
- Bologna, Raccolta Lercaro, Incoronazione della Vergine;
- Budrio, Pinacoteca Civica "Domenico Inzaghi", inv. 306 (deposito della Pinacoteca Nazionale di Bologna), Incoronazione della Vergine;
- Modena, Galleria Estense, inv. 254, Madonna con Bambino in trono e angeli;
- Ferrara, Pinacoteca nazionale, inv. 57, Sogno della Madonna, cuspide di polittico;
- Ferrara, Pinacoteca Nazionale, inv. 361, Incoronazione della Vergine e angeli;
- Firenze, Galleria degli Uffizi, inv. 3475, Natività;
- Roma, Galleria nazionale d'arte antica di Palazzo Barberini, Madonna con Bambino in trono e santi, trittico;
- Pieve di Cento, Pinacoteca Civica, Altarolo
- Tossignano, chiesa di San Michele, Madonna col Bambino e angeli, detta Madonna della Spiga;
- Pavia, Pinacoteca Malaspina, Incoronazione della Vergine;
- Parigi, Louvre, Madonna con Bambino, San Giovanni Battista e Santa Maria Maddalena, altarolo portatile;
- collezione privata, Incoronazione della Vergine e angeli (Sotheby's 1989).
- Georgia, USA, Il Museo D'arte di Georgia, "Madonna con Bambino e santi", trittico;